# شريطة
الشَرِيْطة هي شريط أو حبل ممدود، وعادة ما تكون من الجلد أو من مواد مرنة أخرى.

## معرض صور

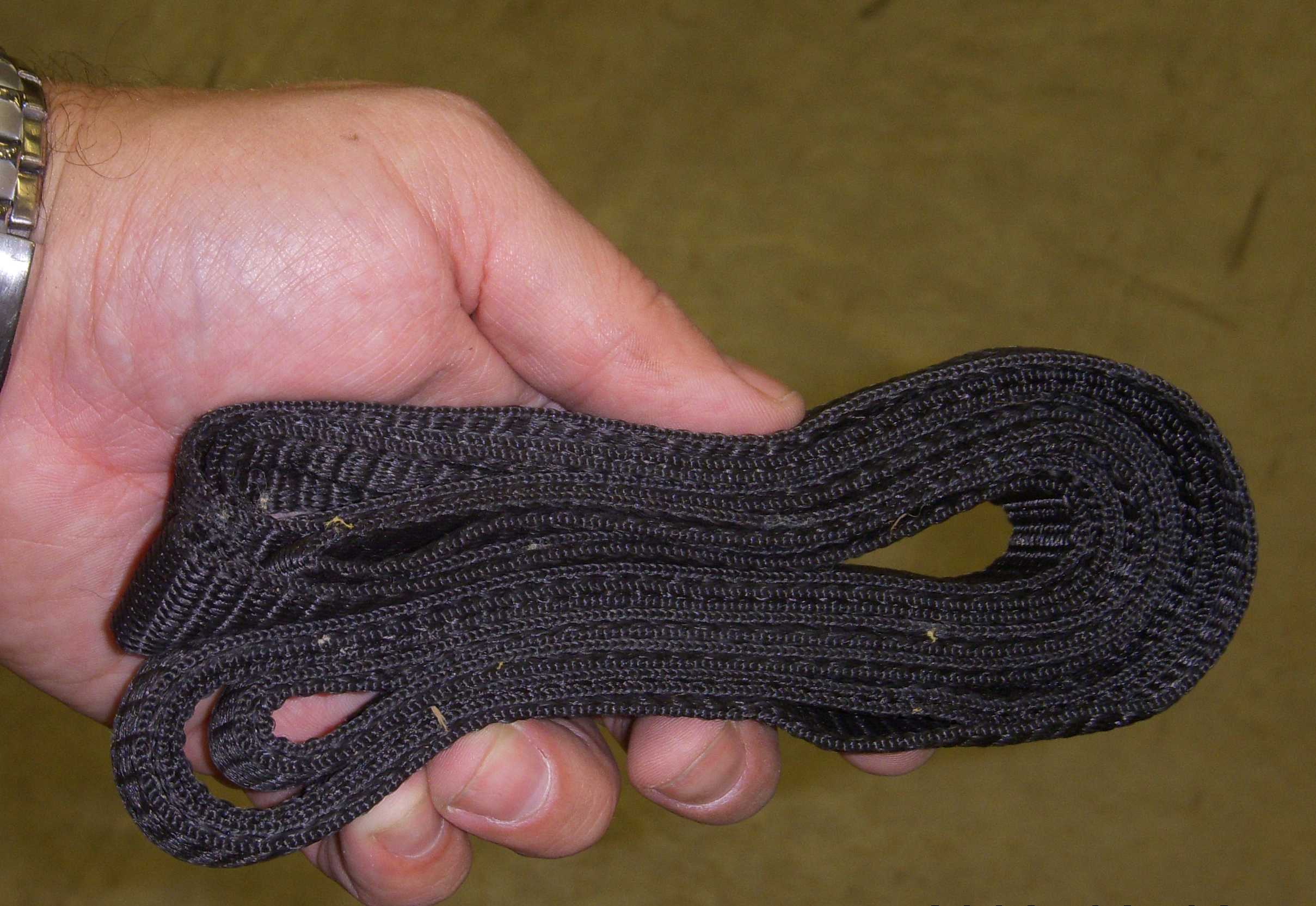
شريطة مطوية.
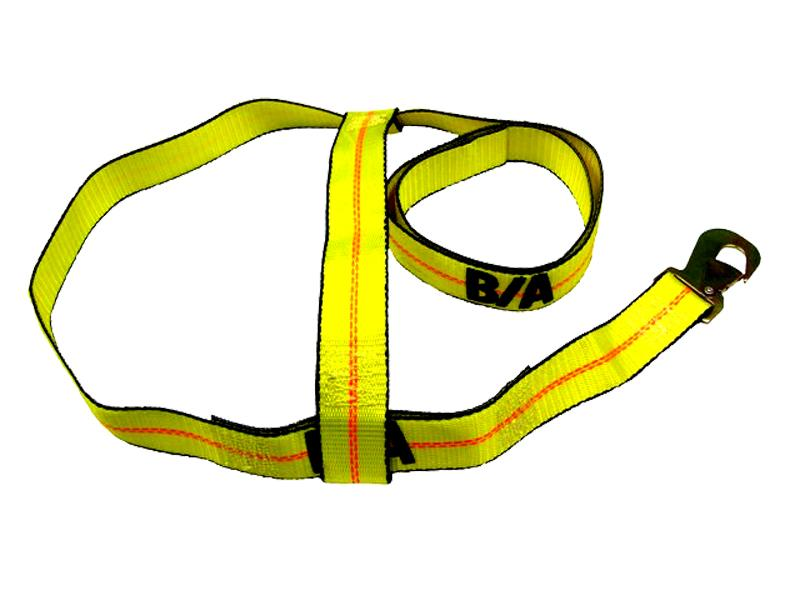
شريطة بشكل السلة.

## طالع المزيد
- إبزيم
- لاصق فيلكرو